# 峨公石
峨公石地处中国广西壮族自治区北流市隆盛镇平坡村石根组。

## 传说
相传在很久以前，有一位白胡子的老神仙奉天神之命，挑了两颗石头要去填东海。这一消息这当地的土地神知道了，土地心想，如果把东海给填了，那石根方圆百里不都得成为一片汪洋世界，许多生灵就会因此遭殃，他得想个万全之策，就在白胡子的老神仙挑着石头来到的夜半时分，土地马上学起了鸡叫。白胡子的老神仙心一惊，以为是天亮了，顾不得那么多将背上的石头一放，一边吐了一口口水（用于粘住石头）飘然而去。东海填不成了，石根的生灵因为土地的一声鸡而得以繁衍生息。年深日久，白胡子的老神仙挑来的两颗石头慢慢的就长成了现在的“峨公石”和“峨母石”。